# Paraša
| Židé a judaismus |
| Židé • Judaismus • Kdo je Žid |
| Ortodoxní • Konzervativní (Masorti) Progresivní (Reformní - Liberální) • Ultraortodoxní Samaritáni • Falašové • Karaité                                                                                            |
| Etnické skupiny a jazyky |
| Aškenázové • Sefardové • Mizrachim Hebrejština • Jidiš • Ladino • Ge'ez • Buchori |
| Populace (vývoj) |
| Evropa • Amerika • Asie • Afrika • Austrálie |
| Náboženství |
| Bůh • Principy víry • Boží jména 613 micvot • Halacha • Noachidské zákony Mesiáš • Eschatologie |
| Židovské myšlení, filosofie a etika |
| Židovská filosofie Cdaka • Musar • Vyvolenost Chasidismus • Kabala • Haskala |
| Náboženské texty |
| Tóra • Tanach • Mišna • Talmud • Midraš Tosefta • Mišne Tora • Šulchan aruch Sidur • Machzor • Pijut • Zohar |
| Životní cyklus, tradice a zvyky |
| Obřízka • Pidjon ha-ben • Simchat bat • Bar micva Šiduch • Svatba • Ketuba • Rozvod (Get) • Pohřeb Kašrut • Židovský kalendář • Židovské svátky Talit • Tfilin • Cicit • Kipa Mezuza • Menora • Šofar • Sefer Tora |
| Významné postavy židovství |
| Abrahám • Izák • Jákob • Mojžíš Šalomoun • David • Elijáš • Áron Maimonides • Nachmanides • Raši Ba'al Šem Tov • Ga'on z Vilna • Maharal                                                                           |
| Náboženské budovy a instituce |
| Chrám • Synagoga • Ješiva • Bejt midraš Rabín • Chazan • Dajan • Ga'on Kohen (kněz) • Mašgiach • Gabaj • Šochet Mohel • Bejt din • Roš ješiva                                                                      |
| Židovská liturgie |
| Šema • Amida • Kadiš Minhag • Minjan • Nosach Šacharit • Mincha • Ma'ariv • Musaf |
| Dějiny Židů |
| starověk • středověk • novověk |
| Blízká témata |
| Antisemitismus • Gój • Holocaust • Izrael Filosemitismus • Sionismus Abrahámovská náboženství |
| z • d • e |

Paraša (hebrejsky פרשה‎, oddíl, pl. parašot) nebo též sidra (סדרה‎, úsek, pasáž, oddíl) je označení pro úsek textu v Tóře. Paraša, která se čte na šabat během ranního čtení z Tóry, se nazývá parašat ha-šavu'a (dosl. „týdenní oddíl“)

## Původ a dělení
Tóra je dnes rozdělena na 54 oddílů, pro každý týden židovského kalendáře jeden — za jeden rok se tak přečte celá Tóra. Tato tradice je původem z Babylónie. Podle tradice Erec Jisra'el byla Tóra rozdělena na 175 oddílů, takže čtení celé Tóry trvalo tři roky. Tato tradice se udržela až do středověku — referuje o ní ve svém cestopisu například Benjamín z Tudely, později definitivně převládla babylónská tradice 54 oddílů. Každý oddíl je celý přečten na šabat při ranní bohoslužbě (šacharit). Na mincha na šabat se čte úvodní pasáž (min. 9 veršů) oddílu následujícího. Ta samá pasáž se čte i na šacharit následující pondělí a čtvrtek.
Sváteční a postní dny mají své vlastní, pevně stanovené oddíly. Ty byly určeny podle tématu: text v daném oddíle se vždy nějakým způsobem vztahuje k dotyčnému svátku.
Rozdělení textu na parašot pravděpodobně vycházelo z potřeby rozdělit text Tóry na tematické celky a ukazuje možná původní rozdělení hebrejského textu. Dnešní rozdělení textu na kapitoly a verše je pozdější a je částečně ovlivněno i křesťanskou tradicí (proto někdy dochází k drobným rozdílům mezi číslováním veršů v židovských a křesťanských Biblích).

## Jednotlivé parašot
Parašot jsou pojmenovány podle prvního slova, případně klíčového slova prvního verše.
| Kniha                  | Paraša                       | Kapitoly a verše |
| ---------------------- | ---------------------------- | ---------------- |
| Genesis (Berešit)      | Berešit, בְּרֵאשִׁית              | Gen. 1:1-6:8     |
|                        | Noach, נֹחַ                    | 6:9-11:32        |
|                        | Lech lecha, לֶךְ-לְךָ            | 12:1-17:27       |
|                        | Va-jera, וַיֵּרָא                | 18:1-22:24       |
|                        | Chajej Sara, חַיֵּי שָׂרָה         | 23:1-25:18       |
|                        | Toldot, תּוֹלְדֹת                | 25:19-28:9       |
|                        | Va-jece, וַיֵּצֵא                | 28:10-32:3       |
|                        | Va-jišlach, וַיִּשְׁלַח            | 32:4-36:43       |
|                        | Va-ješev, וַיֵּשֶׁב               | 37:1-40:23       |
|                        | Mi-kec, מִקֵּץ                  | 41:1-44:17       |
|                        | Va-jigaš, וַיִּגַּשׁ               | 44:18-47:27      |
|                        | Va-jechi, וַיְחִי               | 47:28-50:26      |
| Exodus (Šemot)         | Šemot, שְׁמוֹת                  | Ex. 1:1-6:1      |
|                        | Va-era, וָאֵרָא                 | 6:2-9:35         |
|                        | Bo, בֹּא                       | 10:1-13:16       |
|                        | Be-šalach, בְּשַׁלַּח              | 13:17-17:16      |
|                        | Jitro, יִתְרוֹ                  | 18:1-20:23       |
|                        | Mišpatim, מִּשְׁפָּטִים             | 21:1-24:18       |
|                        | Truma, תְּרוּמָה                 | 25:1-27:19       |
|                        | Tecave, תְּצַוֶּה                 | 27:20-30:10      |
|                        | Ki tisa, כִּי תִשָּׂא              | 30:11-34:35      |
|                        | Va-jakhel, וַיַּקְהֵל             | 35:1-38:20       |
|                        | Pekudej, פְקוּדֵי               | 38:21-40:38      |
| Leviticus (Va-jikra)   | Va-jikra, וַיִּקְרָא              | Lev. 1:1-5:26    |
|                        | Cav, צַו                      | 6:1-8:36         |
|                        | Šmini, שְּׁמִינִי                 | 9:1-11:47        |
|                        | Tazri’a, תַזְרִיעַ               | 12:1-13:59       |
|                        | Mecora, מְּצֹרָע                 | 14:1-15:33       |
|                        | Acharej mot, אַחֲרֵי מוֹת        | 16:1-18:30       |
|                        | Kdošim, קְדֹשִׁים                | 19:1-20:27       |
|                        | Emor, אֱמֹר                    | 21:1-24:23       |
|                        | Be-har, בְּהַר                  | 25:1-26:2        |
|                        | Be-chukotaj, בְּחֻקֹּתַי           | 26:3-27:34       |
| Numeri (Ba-midbar)     | Ba-midbar, בְּמִדְבַּר             | Num. 1:1-4:20    |
|                        | Naso, נָשֹׂא                    | 4:21-7:89        |
|                        | Be-ha'alotecha, בְּהַעֲלֹתְךָ       | 8:1-12:16        |
|                        | Šlach lecha, שְׁלַח-לְךָ          | 13:1-15:41       |
|                        | Korach, קֹרַח                  | 16:1-18:32       |
|                        | Chukat, חֻקַּת                  | 19:1-22:1        |
|                        | Balak, בָּלָק                   | 22:2-25:9        |
|                        | Pinchas, פִּינְחָס               | 25:10-30:1       |
|                        | Matot, מַּטּוֹת                  | 30:2-32:42       |
|                        | Mas'ej, מַסְעֵי                 | 33:1-36:13       |
| Deuteronomium (Dvarim) | Dvarim, דְּבָרִים                | Deut. 1:1-3:22   |
|                        | Va-etchanan, וָאֶתְחַנַּן          | 3:23-7:11        |
|                        | Ekev, עֵקֶב                    | 7:12-11:25       |
|                        | Re'e, רְאֵה                    | 11:26-16:17      |
|                        | Šoftim, שֹׁפְטִים                | 16:18-21:9       |
|                        | Ki tece, כִּי-תֵצֵא              | 21:10-25:19      |
|                        | Ki tavo, כִּי-תָבוֹא             | 26:1-29:8        |
|                        | Nicavim, נִצָּבִים               | 29:9-30:20       |
|                        | Va-jelech, וַיֵּלֶךְ              | 31:1-31:30       |
|                        | Ha'azinu, הַאֲזִינוּ             | 32:1-32:52       |
|                        | Ve-zot ha-bracha, וְזֹאת הַבְּרָכָה | 33:1-34:12       |